# Maâtka
Maâtka é um distrito da província de Tizi Ouzou, no norte da Argélia. Em 2008, sua população era de 46 781 habitantes.